# Уряд Брунею
Рада кабінету міністрів Брунею (малай. Majlis Mesyuarat Menteri-Menteri Kabinet) — вищий орган виконавчої влади Брунею.

## Голова уряду
- Прем'єр-міністр — Хассанал Болкіах (англ. Hassanal Bolkiah).
- Державний (старший) міністр — кронпринц Аль-Мухтаді Білла (англ. Al-Muhtadee Billah).

## Кабінет міністрів
Склад чинного уряду подано станом на 10 лютого 2016 року.
| Логотип                                                                | Міністерство                              | Міністр                                                         | Фото | Час на посаді | Час на посаді | Партія | Партія | Вебсайт |
| ---------------------------------------------------------------------- | ----------------------------------------- | --------------------------------------------------------------- | --- | ------------- | ------------- | ------ | ------ | ------- |
|                                                                        | Міністерство внутрішніх справ             | Аванг Абу Бакар ібн Апонг (Awang Abu Bakar bin Apong)           | |               |               |        |        |         |
|                                                                        | Міністерство енергетики і промисловості   | Мохаммад Ясмін ібн Умар (Mohammad Yasmin bin Umar)              | |               |               |        |        |         |
|                                                                        | Міністерство зв'язку                      | Мустаппа ібн Хаджі Сірат (Mustappa bin Haji Sirat)              | |               |               |        |        |         |
|                                                                        | Міністерство закордонних справ і торгівлі | Хассанал Болкіах (Hassanal Bolkiah)                             | |               |               |        |        |         |
| Заступник міністра Лім Йок Сенг (Lim Jock Seng)                        | Міністерство закордонних справ і торгівлі |                                                                 | |               |               |        |        |         |
|                                                                        | Міністерство культури, молоді та спорту   | Гальбі ібн Хаджі Мохаммад Юсуф (Halbi bin Haji Mohammad Yussof) | |               |               |        |        |         |
|                                                                        | Міністерство оборони                      | Хассанал Болкіах (Hassanal Bolkiah)                             | |               |               |        |        |         |
|                                                                        | Міністерство освіти                       | Суиой ібн Осман (Suyoi bin Osman)                               | |               |               |        |        |         |
|                                                                        | Міністерство охорони здоров'я             | Зулкарнайн ібн Хаджі Ганафі (Zulkarnain bin Haji Hanafi)        | |               |               |        |        |         |
|                                                                        | Міністерство природних ресурсів і туризму | Алі ібн Хаджі Апонг (Ali bin Haji Apong)                        | Dato Paduka Haji Ali bin Haji Apong, Minister of Primary Resources and Tourism of Brunei at the ASEAN Tourism Forum 2019 in Ha Long Bay, Viet Nam; organised by TTG Events, Singapore |               |               |        |        |         |
|                                                                        | Міністерство розвитку                     | Бахрін Абдулла (Bahrin Abdullah)                                | |               |               |        |        |         |
|                                                                        | Міністерство у справах релігії            | Бадаруддін ібн Отман (Badaruddin bin Othman)                    | |               |               |        |        |         |
|                                                                        | Міністерство фінансів                     | Хассанал Болкіах (Hassanal Bolkiah)                             | |               |               |        |        |         |
| Заступник міністра Абдул Рахман ібн Ібрагім (Abdul Rahman bin Ibrahim) | Міністерство фінансів                     |                                                                 | |               |               |        |        |         |